# Cylindre cannelé de Leibniz

Cylindre de Leibniz

Un cylindre cannelé de Leibniz est un cylindre dont les dents sont de longueurs inégales et qui fut utilisé pendant trois siècles dans les organes de calcul d'une classe de machine à calculer.  Il fut inventé par l'allemand Gottfried Wilhelm Leibniz en 1671.  
Leibniz construisit la première machine à calculer qui utilisait ce cylindre en 1694, mais c'est Thomas de Colmar qui le rendit célèbre quand il l'incorpora dans son arithmomètre qui fut la première machine à calculer commercialisée.  Il fut aussi utilisé dans la Curta, une machine à calculer portable construite de 1948 à 1972.

## Pourquoi cette invention?
Pour réaliser une multiplication.
D'une façon générale, dans une machine à additionner, le terme que l'on entre dans la machine est ajouté directement au totalisateur, puis il est effacé de l'inscripteur (clavier, roue, etc.), pour faire place au suivant. Il ne sert qu'une fois.
Dans une multiplicatrice, on doit conserver le multiplicande, le temps de le multiplier successivement par chacun des chiffres du multiplicateur. Il faut donc inventer une "mémoire", une façon non fugitive d'inscrire un nombre pour l'utiliser et le réutiliser jusqu'à ce que la multiplication soit achevée.
Leibniz a l'idée de cette mémoire mécanique et en juxtapose 8 dans sa machine, autant que de chiffres possibles au multiplicande.
Comme on va le voir plus loin, dans ce dispositif d'entraînement, c'est la position de la roue dentée le long de son axe qui détermine le chiffre du multiplicande. Tant que la roue dentée n'est pas changée de position, le chiffre reste "en mémoire", et peut être réutilisé en faisant faire au cylindre de Leibniz autant de tours que de besoin. Sur l'animation ci-contre, le chiffre 3 a été entré en mémoire, et chaque fois que le cylindre effectue un tour, la roue dentée tourne de 3 dents.
Il existe d'autres systèmes de mémoire mécanique, ces dispositif sont décrits dans la page Technologie des calculatrices mécaniques.

## Principe de fonctionnement
En accouplant un cylindre de Leibniz à une roue dentée, montée sur un axe parallèle au sien, de manière qu'elle puisse coulisser d'une extrémité à l'autre de celui-ci, on peut changer le nombre de dents qui affectent cette roue durant la rotation du cylindre. Si on lie cette roue à un compteur, chaque rotation complète du cylindre ajoute ou soustrait un nombre allant de zéro au maximum de dents présentes à ce compteur.
L'organe de calcul de l'arithmomètre est composé d'un ensemble de cylindres de Leibniz accouplés à une manivelle.  Chaque tour complet de la manivelle donne un tour complet aux cylindres.  Chaque cylindre possède son propre curseur qui sert à positionner une roue liée à un compteur.  Tous les compteurs sont reliés par un système de progression de retenue.
L'animation de la figure de droite montre un cylindre de Leibniz à neuf dents qui est accouplé à une roue de compteur montée sur un axe parallèle (tous les deux de couleur rouge).  Cette roue est positionnée de manière à ne toucher que les trois premières dents du cylindre et donc chaque rotation ajoute ou retranche trois au compteur.

## Machines utilisant ce cylindre cannelé

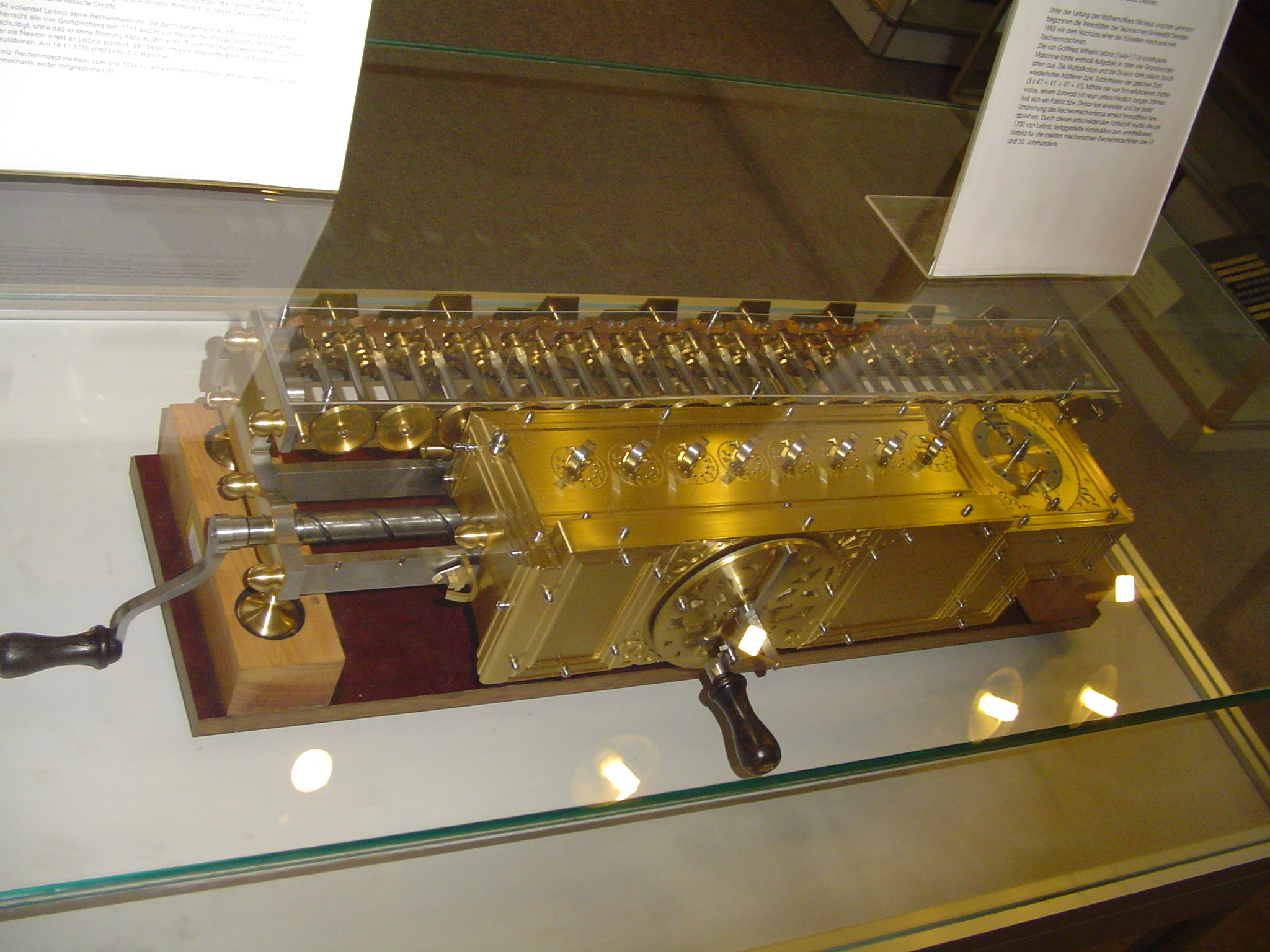
Copie de la machine de Leibniz.

- Gottfried Leibniz construisit sa première machine en 1694 puis une autre en 1706[5].
- Philipp-Matthaüs Hahn, un pasteur allemand, construisit deux machines de forme circulaire en 1770[6],[7].
- J.C. Schuster, le beau-frère de Hahn, construisit quelques machines de Hahn jusqu'en 1800[8].
- Johann-Helfrich Müller construisit une machine similaire à celle de Hahn en 1783.
- Thomas de Colmar inventa son arithmomètre en 1820 mais il lui prit 30 ans de développement avant qu'il le commercialise en 1851. Après Thomas de Colmar, Louis Payen, Veuve L. Payen et Alphonse Darras furent les constructeurs et propriétaires successifs de l'arithmomètre.
- Timoléon Maurel inventa son Arithmaurel en 1842. Il pouvait multiplier deux nombres par le simple fait de les inscrire sur les curseurs mais la complexité de son mécanisme, sa fragilité, et l'impossibilité technique d'en augmenter sa capacité pour une utilisation professionnelle en empêchèrent la commercialisation.
- Il y eut une vingtaine de compagnies qui construisirent des clones de l'arithmomètre, toutes en Europe, avec Burkhardt en 1878 puis Layton, Saxonia, Gräber, Peerless, Mercedes-Euklid, Archimedes, TIM, Bunzel, Austria, Tate, Madas etc.
- Joseph Edmondson inventa une machine similaire a l'arithmomètre mais de forme circulaire en 1885[9].
- Curt Herzstark introduisit sa Curta en 1948 qui fut très populaire jusqu’à l'apparition des calculatrices électroniques dans les années 1970.

## Sources
- (en) Jekuthiel Ginsburg, Scripta Mathematica (Septembre 1932-Juin 1933), Kessinger Publishing, LLC, 2003 (ISBN 978-0-7661-3835-3)
- (en) Ifrah, George, The Universal History of Computing, John Wiley & Sons, Inc., 2001 (ISBN 0-471-39671-0)
- (en) G.C. Chase, History of Mechanical Computing Machinery, vol. 3, t. 2, Arlington, VA, The American Federation of Information Processing Societies, coll. « IEEE Annals of the History of Computing », juillet 1980
- Marguin, Jean, Histoire des instruments et machines à calculer, trois siècles de mécanique pensante 1642-1942, Hermann, 1994 (ISBN 978-2-7056-6166-3)